# Radio Maeva
Radio Maeva was een Vlaams vrij radiostation. Het werd op 24 mei 1981 opgericht en zond landelijk uit.

## Oprichting
Na het ophouden van de laatste Nederlandstalige zeezender Mi Amigo in 1978 waren de opvattingen van de radiomakers van toen nog niet verdwenen. Vanuit de idee “radio maken voor iedereen kan en moet”, werd op 24 mei 1981 Radio Maeva opgericht, vanuit dezelfde idealen als de vroegere zeezenders, maar deze keer van op het vasteland. Want, het moest kunnen, ook al was het illegaal.

## Uitzendlocatie
Vanuit het Brusselse Ukkel op 103,5 MHz en na een noodgedwongen verhuizing, vanuit het Vlaams-Brabantse Asse op 103,5 MHz en later op 105,7 MHz, bewees Radio Maeva door de tijd heen dat bijna twee miljoen luisteraars gelukkig waren met haar bestaan. Een nieuw fenomeen ontstond: “familieradio”, ontspannende programma’s voor iedereen, van jong tot oud.

## Inhoud
Radio Maeva had dj's als Ben Van Praag, Ron Vanderplas, Ferry Eden, Frans Babbelaar, Bert De Groef (Johan Henneman), Peter Hoogland, Patrick Valain, Arie Van Loon, Marc Hermans, Erik Hofman, Erwin Bergmans, Werner Michiels, Jo Coene, Benny Baeten (Patrick ibens) en Luc Valenberghs. Radio Maeva introduceerde een aantal vernieuwende begrippen, promotiemateriaal, mobiele studio, praathuis, familiealbum, een eigen platenlabel (Maeva's Popcorn Oldies & Zomer herinneringen), seizoenenshows, enz. Niettegenstaande de illegaliteit waarin het station opereerde, werd op 21 mei 1982 “de nacht van Maeva”, de eerste verjaardag van de zender, gevierd. Met een zendbereik van meer dan 100 km werd Radio Maeva populairder dan ooit, al had het station een aantal bewogen maanden met vele inbeslagnames achter de rug.

## Viering en einde
Op 20 mei 1983 werd “Shownacht 1983” of twee jaar Maeva gevierd. Meer dan 20.000 fans lieten in de Oktoberhallen van Wieze zien dat ze achter hun vrije radio stonden. Het radiostation werd een stuk commerciëler, maar de inbeslagnames bleven elkaar maar opvolgen. Eind 1983 kwam er een belangrijke breuk tussen verschillen groepen medewerkers en verloor het radiostation aan belang, zeker nu het zich moest houden aan de wettelijke beperking van 8 km zendbereik. Met de opeenvolgende inbeslagnames van 28 zware FM-zenders verscheen Radio Maeva zelfs in het Guinness Book of Records.